# Itanagra
Itanagra é um município brasileiro do estado da Bahia.
O município de Itanagra foi fundado no dia 30 de julho de 1962, tendo como primeiro prefeito o Juiz Rafael Gonçalves. A cidade teve inicialmente outras denominações: Cipó das Cabaças, Engenho de Cipó, Aço da Torre e Vila de Itanagra até passar ao nome atual.

## História
O território integrava a sesmaria da Casa da Torre de Garcia D’Ávila. Seu povoamento deu-se a partir de 1842, quando o capitão Manoel Dias Gonçalves, almoxarife da Casa da Torre, ali iniciou o plantio da cana-de-açúcar.
Em julho de 1842, Manoel Dias liderou uma expedição composta de quarenta e duas pessoas, sendo quatro capatazes, trinta e sete escravos negros e cablocos nativos. Essa expedição tinha o objetivo de criar povoados da Barra do Rio Pojuca à Barra do Rio Real. Após a chegada da expedição em cada lugar, os índios locais eram roubados e maltratados com trabalhos forçados. Eram mortos quando se rebelavam, ou fugiam para outras regiões. Criaram o primeiro povoado em Sauípe e o segundo em Mucugê. Em novembro do mesmo ano chegaram à região e entraram em contato com os indígenas da região. Foi escolhida para acampamento local onde hoje se encontra a Praça Eurico de Freitas. Fizeram as primeiras roçagens e se instalaram para os primeiro plantios de cana-de-açúcar. Em razão da existência de cipós e grande quantidade de cabaceiras no local, Manoel Dias denominou o povoado em formação de Cipó das Cabaças. Com a inauguração do primeiro engenho, em 1843, mudou-se o nome para Engenho Cipó.  Em 1863, já em franco desenvolvimento, o arraial de Engenho Cipó teve o nome alterado para arraial do Cipó de Açu da Torre, denominação  que perdurou até 1938, quando foi mudada para Itanagra.

## Organização político-administrativa
Sendo um município do Brasil, Itanagra é administrada por dois poderes, o Executivo e o Legislativo, independentes e harmônicos entre si. O primeiro é representado pelo prefeito, auxiliado pelo seu gabinete de secretários e eleito pelo voto popular para um mandato de quatro anos, sendo permitida uma única reeleição para mais um mandato consecutivo, enquanto que o segundo é representado pela Câmara Municipal de Itanagra, órgão colegiado de representação dos munícipes que é composto por vereadores também eleitos por sufrágio universal.

### Autoridades
- Prefeito: Marcus Gustavo de Souza Sarmento - PP (2021-);[8]
- Vice-prefeito: Edileusa Maria Laudano Neto - MDB (2021-).[9]